# Каплан, Мехмет (литературовед)
Мехмет Каплан (тур. Mehmet Kaplan, 5 марта 1915, Сиврихисар — 23 января 1986) — турецкий литературовед. Первый турецкий литературовед отказавшийся от биографоцентричного подхода в пользу контекстуального.

## Биография
Родился в Сиврихисаре. Учился в родном городе и Эскишехире, в который семья Каплана переехала в 1928 году. Успешно сдал экзамены в военно-медицинскую Академию, но по совету своего учителя Джемаля Дуру поступил в педагогический институт.
Год учился в Германии, после возвращения окончил в Турции педагогический институт и литературный факультет Стамбульского университета. Затем работал там же, его научным руководителем был Фуат Кёпрюлю. Впрочем, большее влияние на него оказал работавший там же Ахмед Танпынар. В 1939 году, когда Кёпрюлю окончательно ушёл в политику, он официально стал научным руководителем Каплана. В 1944 году Каплан получил в Стамбульском университете научную степень за работу о Намыке Кемале. Он стал первым, кто получил научную степень на Литературном факультете Стамбульского университета после университетской реформы 1933 года.
Создал Литературный факультет в Университете Ататюрка в Эрзуруме и был его деканом в 1959-60 годах. В 1982-84 годах был деканом Литературного факультета Стамбульского университета.

## Вклад
Первый турецкий литературовед отказавшийся от биографоцентричного подхода в пользу контекстуального. Автор ряда работ, наиболее знаменитая из которых посвящена Тевфику Фикрету. Трактовал кризис в турецкой литературе как цивилизационный, по мнению Каплана кризис являлся следствием отказа от исламских ценностей и принятия западных. Работы Каплана «Şiir Tahlilleri» и «Tip Tahlilleri» использовались в качестве учебников литературными и языковыми факультетами ряда университетов.